# John Stanley
Charles John Stanley (Londra, 17 gennaio 1712 – Londra, 19 maggio 1786) è stato un compositore e organista britannico.

## Biografia
Stanley, che era cieco fin dall'adolescenza, studiò musica con Maurice Greene e dal 1726 iniziò l'attività organistica a Londra.
Fu un amico di George Frideric Handel, dopo la morte del quale si dedicò alla continuazione della serie di concerti oratorio del compositore insieme a John Christopher Smith e poi con Thomas Linley.
Tra le sue opere si ricordano Teraminta, la cantata drammatica La scelta di Ercole, dodici cantate con testi di John Hawkins, gli oratori Jephtha, La caduta dell'Egitto e Zimri. 
Degni di menzione anche i “voluntaries”, termine traducibile con preludio, composizioni di origine tipicamente inglese, eseguite durante le funzioni liturgiche anglicane, in cui accompagnavano con l'organo il canto dell'assemblea. Tra il 1748 ed il 1754 furono pubblicate tre serie di voluntaries.